# ハリウッド・ジュテーム
『ハリウッド・ジュテーム』（英: Hollywood, je t'aime）は、2009年に製作されたアメリカ合衆国の映画。
日本では、2010年7月15日に第19回東京国際レズビアン&ゲイ映画祭にて初上映された。

## キャスト
- ジェローム：エリック・デベッツ
- ロス：チャド・アレン
- ジル：ジョナサン・ブラン
- トリッシュ：ホイットニー・アンダーソン
- アキコ・シマ
- ヴィクトリア・デ・マレ（クレジットなし）